# Cheirolepis
Il cheirolepide (gen. Cheirolepis) è un pesce estinto appartenente agli attinotterigi. Visse tra il Devoniano medio e l'inizio del Devoniano superiore (370 – 360 milioni di anni fa). I suoi resti sono stati ritrovati in Nordamerica (Canada e USA) e in Europa (Scozia, Spitzbergen, Bielorussia e Germania).

## Descrizione
Questo pesce poteva superare il mezzo metro di lunghezza, anche se la maggior parte degli esemplari si aggiravano intorno ai 25 centimetri. Il corpo era piuttosto allungato e idrodinamico, ma possedeva le scaglie ganoidi rivestite di smalto, pesanti e romboidali, tipiche dei pesci ossei primitivi. Queste scaglie erano disposte in serie oblique, in modo simile a quello degli acantodi, ed erano molto piccole rispetto agli altri attinotterigi arcaici come Moythomasia e Mimipiscis. Una serie di grosse scaglie contribuiva a irrigidire il lobo superiore della coda, simile a quella degli squali. La testa di Cheirolepis era grande e dotata di fauci molto ampie, armate di numerosi denti acuminati. Le pinne pari avevano una base larga ed erano dotati di lobi carnosi sostenuti dai raggi delle pinne stesse.

## Classificazione

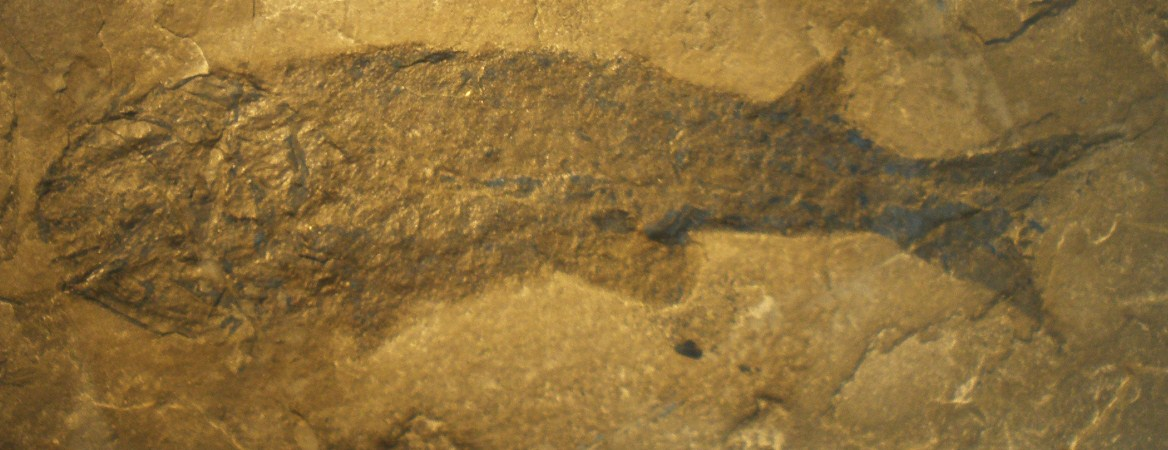
Fossile di Cheirolepis trailli, Museo di Storia Naturale di Bruxelles

Il cheirolepide è considerato uno degli esempi meglio conosciuti di pesce osseo primitivo, ed è uno dei più antichi di cui siano stati ritrovati resti completi. Dapprima considerato un appartenente all'ordine dei paleonisciformi, questo pesce è stato in seguito ritenuto sufficientemente primitivo e distinto per essere assegnato a questo gruppo. Sono note varie specie, le più note delle quali sono Cheirolepis canadensis del Nordamerica, C. trailli della Scozia e C. jonesi di Spitzbergen.

## Stile di vita

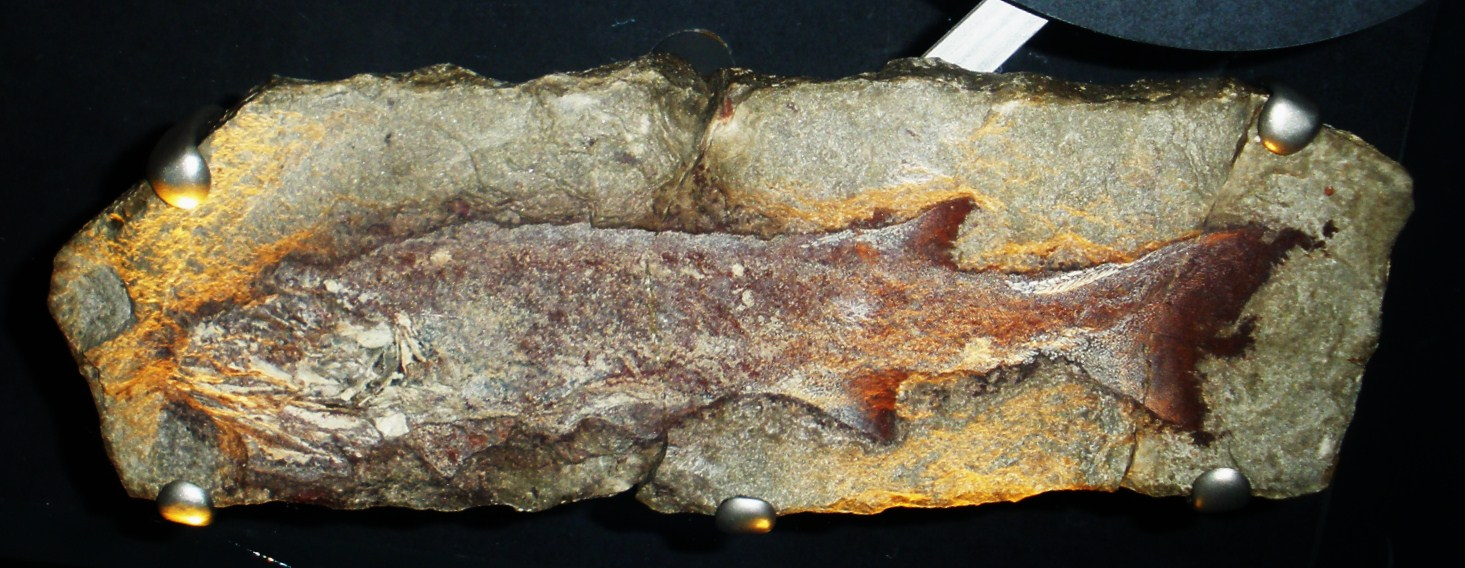
Fossile di Cheirolepis trailli

Il cheirolepide doveva essere un nuotatore efficace: la coda con il lobo superiore allungato tendeva a spingere il pesce verso il basso, ma questa spinta era contrastata dalle larghe pinne pettorali e pelviche, che sollevavano la parte anteriore del corpo come i pattini di un aliscafo. Durante il nuoto, l'animale si stabilizzava grazie alle grandi pinne dorsale e anale. Il cheirolepide aveva grandi occhi e probabilmente basava sul senso della vista la sua strategia di caccia. La bocca enorme e dotata di moltissimi denti consentiva all'animale di inghiottire prede di circa due terzi della sua lunghezza.